# 新扎伊爾流亡政府
新扎伊爾流亡政府，是剛果民主共和國的自稱替代政府，由剛果反對派政治家克利斯蒂安·馬蘭加於2017年5月成立。

## 確立
馬蘭加於2012年在美國創立了剛果聯合黨自任主席。2017年5月17日，馬蘭加在比利時布魯塞爾成立了新扎伊爾流亡政府，並宣佈自己為新扎伊爾總統。

## 2024年未遂政變
2024年5月19日，忠於新扎伊爾流亡政府的部隊試圖推翻剛果政府。未遂政變很快被安全部隊鎮壓，馬蘭加被殺，他21歲的兒子馬塞爾在此過程中被捕。由於策劃者能夠輕易地將武器和彈藥走私到剛果民主共和國，以及他們很容易進入重要的政府大樓，剛果的公民運動組織(為變革而戰)評估剛果情報部門要麼參與了政變企圖，要麼完全無能。包括至少三名美國公民和一名英國公民在內的一些外國個人與新扎伊爾流亡政府成員一起參與了政變。

## 活動
新扎伊爾流亡政府維護著一個網站，其中詳細介紹了包括創造商機和改革剛果安全服務在內的計劃。截至 2024年5月25日，該網站仍將馬蘭加稱為新扎伊爾總統，儘管他於2024年5月19日去世(因拒捕被殺)。
Facebook和網站上的照片顯示，馬蘭加會見了當時的美國高級官員共和黨眾議員羅伯·畢曉普和彼得·金。畢曉普表示，他不記得那次會面，也不知道這張照片是什麼時候拍攝的。
非洲問題獨立研究員、聯合國駐剛果前政治顧問迪諾·馬赫塔尼報告說，馬蘭加癡迷於在剛果奪取某種形式的權力，2018年剛果當局已懷疑他參與了據稱殺害前總統約瑟夫·卡比拉的陰謀。